# Sanders (Familienname)
Sanders ist ein Familienname. Zur Bedeutung siehe Sander.

## Namensträger

### A
- Ace Sanders (* 1991), US-amerikanischer American-Football-Spieler
- Adrian Sanders (1867–1956), niederländischer Bauingenieur und Bauunternehmer, siehe Ludwig Adrian Sanders
- Adrian Sanders (Politiker) (* 1959), britischer Politiker
- Alex Sanders (Religionsgründer) (1926–1988), britischer Mitbegründer der Wicca-Religion
- Alex Sanders (Politiker), US-amerikanischer Politiker (South Carolina)
- Alex Sanders (Schauspieler) (* 1966), US-amerikanischer Pornodarsteller
- Alex Sanders (Tennisspieler) (* 1991), australischer Tennisspieler
- Alvin Sanders (* 1952), US-amerikanisch-kanadischer Schauspieler und Synchronsprecher
- Anne Sanders (Cricketspielerin) (Elizabeth Anne Sanders; * 1931), englische Cricketspielerin
- Anne Sanders (Schriftstellerin) (* 1969), österreichische Schriftstellerin
- Anne Sanders (Juristin) (* 1977), deutsche Rechtswissenschaftlerin
- Annie Sanders (* 2007), US-amerikanische Sportkletterin
- Archie D. Sanders (1857–1941), US-amerikanischer Politiker
- Ashton Sanders (* 1995), US-amerikanischer Schauspieler
- August Sanders (1809–1881), deutscher Kaufmann, Kammerfunktionär und Politiker, MdHB

### B
- Barefoot Sanders (1925–2008), US-amerikanischer Jurist und Politiker
- Barry Sanders (Soziolinguist) (* 1938), US-amerikanischer Soziolinguist
- Barry Sanders (Footballspieler) (* 1968), US-amerikanischer American-Football-Spieler
- Barry Sanders (Physiker), kanadischer Physiker
- Beatrice Sanders (1874–1932), britische Suffragette
- Béla Sanders (1905–1980), deutscher Bandleader
- Bernie Sanders (* 1941), US-amerikanischer Politiker (Demokratische Partei)
- Billy Sanders (Sänger) (1934–2001), englischer Sänger
- Billy Sanders (Rennfahrer) (1955–1985), australischer Motorradrennfahrer
- Bob Sanders (* 1981), US-amerikanischer Footballspieler
- Bryan Sanders (* 1970), US-amerikanischer Skispringer
- Buck Sanders (* 1971), US-amerikanischer Filmkomponist

### C
- C. J. Sanders (* 1996), US-amerikanischer Schauspieler
- Carl Sanders (1925–2014), US-amerikanischer Jurist und Politiker
- Charlie Sanders (1946–2015), US-amerikanischer American-Football-Spieler
- Chris Sanders (* 1962), US-amerikanischer Filmanimator
- Christoph Sanders (* 1988), US-amerikanischer Schauspieler
- Corrie Sanders (1966–2012), südafrikanischer Boxer

### D
- Daniel Sanders (Lexikograf) (1819–1897), deutscher Lexikograf und Sprachforscher
- Daniel Sanders (Rennfahrer) (* 1994), australischer Rennfahrer
- Darnell Sanders (* 1979), US-amerikanischer Footballspieler
- David Sanders (* 1950), britischer Politologe
- Deion Sanders (* 1967), US-amerikanischer Baseball- und Footballspieler
- Denis Sanders (1929–1987), US-amerikanischer Filmregisseur, Produzent und Drehbuchautor
- Dirk Sanders (* 1955), belgischer Fußballspieler

### E
- Ecstasia Sanders (* 1985), kanadische Schauspielerin
- Ed Sanders (Boxer) (1930–1954), US-amerikanischer Boxer
- Ed Sanders (Musiker) (* 1939), US-amerikanischer Poet, Sänger, Autor und Herausgeber
- Ed Sanders (Schauspieler) (* 1993), britischer Schauspieler und Sänger
- Ed Parish Sanders (1937–2022), US-amerikanischer Theologe
- Elizabeth Anne Sanders (* 1931), englische Cricketspielerin, siehe Anne Sanders (Cricketspielerin)
- Elvira Sanders-Platz (1891–1942), deutsche Huthändlerin, Märtyrerin und Opfer des Holocaust
- Emmanuel Sanders (* 1987), US-amerikanischer American-Football-Spieler
- Erich Sanders(1908; † nach 1979/1980), deutscher SS-Funktionär, Nachrichtendienstler und Gestapobeamter.
- Erin Sanders (* 1991), US-amerikanische Schauspielerin
- Ernest H. Sanders (1918–2018), US-amerikanischer Musikhistoriker
- Evelyn Sanders (1934–2022), deutsche Schriftstellerin
- Everett Sanders (1882–1950), US-amerikanischer Politiker

### F
- Frank Sanders (1949–2012), US-amerikanischer Eishockeyspieler

### G
- Georg Sanders, russischer Eiskunstläufer
- George Sanders (Maler) (1774–1846), schottischer Maler
- George Sanders (Soldat) (1894–1950), britischer Soldat
- George Sanders (Schauspieler) (1906–1972), britischer Schauspieler
- Gillian Sanders (* 1981), südafrikanische Triathletin
- Gilles Sanders (* 1964), französischer Radrennfahrer
- Glenn Sanders, US-amerikanischer Radrennfahrer
- Günter Sanders, deutscher Tennisfunktionär und -spieler

### H
- Hans Sanders (Musiker) (1946–2007), niederländischer Sänger und Gitarrist
- Hans Sanders (Romanist) (* 1946), deutscher Romanist und Hochschullehrer
- Harland D. Sanders (1890–1980), US-amerikanischer Unternehmensgründer
- Helma Sanders-Brahms (1940–2014), deutsche Filmregisseurin
- Henry Arthur Sanders (1868–1956), US-amerikanischer Klassischer Philologe
- Henry G. Sanders (* 1942), US-amerikanischer Schauspieler
- Henry Russell Sanders (Red Sanders; 1905–1958), US-amerikanischer American-Football-Spieler und -Trainer
- Hugh Sanders (1911–1966), US-amerikanischer Schauspieler
- Hugo Sanders (1903–?), preußischer Berghauptmann

### I
- Ilse Sanders (1927–1986), deutsche Politikerin

### J
- Jan Sanders (1919–2000), niederländischer Zeichner und Illustrator
- Jane O’Meara Sanders (* 1950), amerikanische Sozialarbeiterin, Ehefrau von Bernie Sanders
- Jason Sanders (* 1995), US-amerikanischer American-Football-Spieler
- Jay O. Sanders (* 1953), US-amerikanischer Charakterschauspieler
- Jared Y. Sanders (1869–1944), US-amerikanischer Politiker
- Jared Y. Sanders junior (1892–1960), US-amerikanischer Politiker
- Jeremy Sanders (* 1948), englischer Chemiker
- Jerry Sanders (* 1950), US-amerikanischer Politiker
- Jerry Sanders III (* 1936), US-amerikanischer Unternehmer, Mitbegründer und CEO von AMD
- Jesse Sanders (* 1989), US-amerikanischer Basketballspieler
- Jessica Sanders, Filmproduzentin und Filmregisseurin
- Joe Sanders (* 1984), US-amerikanischer Jazzbassist
- John Sanders (Maler) (1750–1825), britischer Maler
- John Sanders (Architekt) (1768–1826), britischer Architekt
- John Sanders (Musiker) (1925–2019), US-amerikanischer Jazzmusiker
- John Sanders (Baseballtrainer) (* 1945), US-amerikanischer Baseballspieler- und trainer
- John C. C. Sanders (1840–1864), amerikanischer General in der Confederate States Army
- John Derek Sanders  (1933–2003), britischer Organist, Dirigent, Chorleiter und Komponist
- John E. Sanders (* 1956), US-amerikanischer evangelikaler Theologe
- John Herne Sanders (1888–1976), britischer Autor
- John Holloway Sanders (1825–1884), britischer Architekt
- John Lyell Sanders (1924–1998), US-amerikanischer Luftfahrtingenieur
- John Oswald Sanders (1902–1992), neuseeländischer Anwalt, Autor und Generaldirektor der Overseas Missionary Fellowship
- Jon Sanders (Segler) (* 1939), australischer Segler
- Jon Sanders (Regisseur) (* 1943), britischer Filmregisseur
- Jordan Sanders, US-amerikanischer Schauspieler und Produzent

### K
- Karl Sanders (* 1964), US-amerikanischer Death-Metal-Musiker
- Karlheinz Sanders (1924–2003), deutscher Landespolitiker (Hamburg)
- Kelsey Sanders (* 1990), US-amerikanische Schauspielerin und Moderatorin
- Kerstin Sanders-Dornseif (* 1943), deutsche Synchronsprecherin und Theaterschauspielerin
- Kim Sanders (* 1968), US-amerikanische Sängerin und Komponistin
- Kyle Sanders, US-amerikanischer Bassist

### L
- Lara Juliette Sanders (* um 1969), deutsche Drehbuchautorin, Regisseurin und Produzentin
- Larry Sanders (* 1988), US-amerikanischer Basketballspieler
- Lawrence Sanders (1920–1998), US-amerikanischer Schriftsteller
- Leen Sanders (1908–1992), niederländischer Boxer
- Lewis Sanders (* 1978), US-amerikanischer Footballspieler
- Lionel Sanders (* 1988), kanadischer Triathlet und Ironman-Sieger (2014)
- Loni Sanders (* 1958), amerikanische Pornodarstellerin
- Lucy Sanders (* 1954), US-amerikanische Informatikerin
- Ludwig Adrian Sanders (1867–1956), niederländischer Bauingenieur und Unternehmer

### M
- Madeleine Sanders (* 1977), deutsche Off-Sprecherin und Schauspielerin
- Manuel Sanders (* 1998), deutscher Leichtathlet
- Marco Sanders (* 1979), deutsch-US-amerikanischer Basketballtrainer und -spieler
- Margaretha Brongersma-Sanders (1905–1996), niederländische Geochemikerin, Geobiologin, Ozeanographin und Paläontologin
- Maria Sanders (* 1984), deutsche Journalistin und Schriftstellerin
- Marieke Sanders-Ten Holte (* 1941), niederländische Politikerin (VVD)
- Mark Sanders (* 1960), britischer Schlagzeuger
- Marlene Sanders (1931–2015), US-amerikanische Fernsehnachrichtensprecherin und Journalistin
- Mathias Sanders (* 1973), deutscher Musicaldarsteller
- Matthew Charles Sanders (* 1981), US-amerikanischer Rocksänger, siehe M. Shadows
- Maxine Sanders (* 1946), britische Anhängerin des Wicca
- Melvin Sanders (* 1981), US-amerikanischer Basketballspieler
- Miles Sanders (* 1997), amerikanischer American-Football-Spieler
- Morgan G. Sanders (1878–1956), US-amerikanischer Politiker
- Moritz Sanders (* 1998), deutscher Basketballspieler

### N
- Nat Sanders, Filmeditor
- Newell Sanders (1850–1939), US-amerikanischer Politiker
- Nicholas Sanders (1530–1581), englischer katholischer Theologe
- Nicola Sanders (* 1982), englische Leichtathletin

### O
- Olaf Sanders (* 1967), deutscher Erziehungswissenschaftler und Hochschullehrer
- Otto Liman von Sanders (1855–1929), deutscher General

### P
- Patrick Sanders (* 1966), britischer Armeeoffizier
- Paul Sanders (* 1962), britischer Leichtathlet
- Peter Sanders (Radsportler) (* 1961), britischer Radrennfahrer
- Peter Sanders (* 1967), deutscher Informatiker und Professor am Karlsruher Institut für Technologie
- Pharoah Sanders (1940–2022), US-amerikanischer Jazz-Musiker
- Pien Sanders (* 1998), niederländische Hockeyspielerin

### R
- Rakim Sanders (* 1989), US-amerikanischer Basketballspieler
- Reggie Sanders (* 1967), US-amerikanischer Baseballspieler
- Ric Sanders (* 1952), britischer Fiddler
- Richard Sanders (1945–1972), US-amerikanischer Ringer
- Ricky Sanders (Footballspieler) (* 1962), US-amerikanischer American-Football-Spieler
- Ricky Sanders (Rennfahrer) (* 1966), US-amerikanischer Automobilrennfahrer
- Rino Sanders (* 1921), deutscher Schriftsteller und Journalist
- Robert Sanders, 1. Baron Bayford (1867–1940), britischer Politiker, Unterhausmitglied und Peer
- Roger William Sanders (* 1950), US-amerikanischer Botaniker
- Ronald Sanders (* 1945), kanadischer Filmeditor
- Rudolf Sanders (* 1951), deutscher Pädagoge, Paartherapeut, Zeitschriftenherausgeber und Autor
- Rupert Sanders (* 1971), britischer Regisseur

### S
- Sarah Sanders (Schauspielerin, I), französische Schauspielerin
- Sarah Sanders (Schauspielerin, 1983) (* 1983), deutsche Schauspielerin
- Sarah Huckabee Sanders (* 1982), US-amerikanische Politikerin und Politikberaterin
- Scott Sanders (Autor) (* 1945), US-amerikanischer Autor
- Scott Sanders (Produzent) (* 1957), US-amerikanischer Theater-, Film- und Fernsehproduzent
- Scott Sanders (Regisseur) (* 1968), US-amerikanischer Regisseur und Drehbuchautor
- Scott Sanders (Baseballspieler) (* 1969), US-amerikanischer Baseballspieler
- Shedeur Sanders (* 2002), US-amerikanischer American-Football-Spieler
- Stefanie Sanders (* 1998), deutsche Fußballspielerin
- Storm Sanders (* 1994), australische Tennisspielerin, siehe Storm Hunter
- Summer Sanders (* 1972), US-amerikanische Schwimmerin
- Symone D. Sanders (* 1989), US-amerikanische politische Beamtin

### T
- Terence Sanders (1901–1985), britischer Ruderer
- Terry Sanders (* 1931), US-amerikanischer Filmproduzent, Regisseur, Kameramann und Drehbuchautor
- Theodorus Sanders (1847–1927), niederländischer Bauingenieur
- Thomas Sanders (Admiral) († 1733), russischer Vizeadmiral
- Thomas Sanders (Footballspieler) (* 1962), US-amerikanischer American-Football-Spieler
- Thomas Sanders (Schauspieler) (* 1989), US-amerikanischer Schauspieler, Regisseur und Filmeditor
- Thomas E. Sanders (1953–2017), US-amerikanischer Szenenbildner und Artdirector
- Thomas S. Sanders (1839–1911), US-amerikanischer Geschäftsmann
- Timothy Greenfield-Sanders (* 1952), US-amerikanischer Fotograf und Dokumentarfilmer
- Tom Sanders (Basketballspieler) (Thomas Ernest „Satch“ Sanders; * 1938), US-amerikanischer Basketballspieler
- Tom Sanders (Fußballspieler) (* 1960), deutscher Fußballspieler
- Tom Sanders (Filmeditor), Filmeditor
- Tom Sanders (Mathematiker), britischer Mathematiker
- Torsten Sanders (* 1994), deutscher Leichtathlet
- Troy Sanders (* 1973), US-amerikanischer Musiker
- Tyler Sanders (2004–2022), US-amerikanischer Schauspieler

### W
- Wilbur F. Sanders (1834–1905), US-amerikanischer Politiker
- Will Sanders (* 1965), niederländischer Hornist
- Wilm Sanders (* 1935), deutscher römisch-katholischer Geistlicher und Theologe
- William Sanders (1640-1705), (1640–1705) schottischer Mathematiker und Hochschullehrer
- William Sanders (Politiker) (1871–1941), britischer Politiker (Labour Party)
- William Sanders (Schriftsteller) (1942–2017), US-amerikanischer Schriftsteller
- Willy Sanders (* 1934), deutscher Germanist